# Heinrich Heppe
Heinrich Ludwig Julius Heppe (* 30. März 1820 in Kassel; † 25. Juli 1879 in Marburg) war ein deutscher evangelischer Theologe. Er war ein bedeutender Repräsentant der Reformierten Kirche und ein Wegbereiter des Marburger theologischen Liberalismus.

## Leben und Werk
Heppe stammte aus einfachen Verhältnissen. Sein Großvater väterlicherseits aus Eschwege, ebenfalls Heinrich mit Namen, war als junger Familienvater seinerzeit in die Deutsche Beteiligung am Amerikanischen Unabhängigkeitskrieg gepresst worden und hatte die Seinen für mehrere Jahre in bitterer Not zurücklassen müssen. Sein Vater Reinhard Heppe (1787–1869) hatte als westphälischer Soldat den Russlandfeldzug 1812 mit viel Glück überlebt und seinen Lebensunterhalt anschließend als Hautboist bei der kurhessischen Leibgarde und als Mitglied der Hoftheaterkapelle bestritten. Das Geld für seine Schulbücher musste er sich zum Teil mit Nachhilfeunterricht verdienen. Besonders seine Großmutter vermittelte ihm eine tiefe Frömmigkeit, die ihm in der Schule den Spitznamen „Mystiker“ einbrachte. Während sein Vater gehofft hatte, ihn zum Sänger ausbilden lassen zu können, entschloss sich Heppe nach dem Abitur 1839 zu einem Theologiestudium an der Philipps-Universität Marburg. 1878 wurde er Mitglied des Corps Hasso-Nassovia.
In Marburg hörte er bei den Professoren Ernst Ludwig Theodor Henke, Friedrich Wilhelm Rettberg und Hermann Hupfeld. Nach erfolgter Prüfung im Sommer 1843 war er zunächst Hauslehrer bei Konsistorialrat Asbrandt in Kassel. 1844 promovierte er mit einer Arbeit über das Gleichnis vom „ungerechten Haushalter“ (Lk 16,1-9 ) zum Doktor der Philosophie und 1845 mit einer Abhandlung De coena Dominii zum theologischen Licentiat. Anschließend trat er die Stelle als dritter Pfarrer an der Martinskirche (Kassel) an.

### Kirchenhistorische Arbeiten
Neben seiner Tätigkeit als Pfarrer wandte sich Heppe der hessischen Kirchengeschichte zu. Gestützt auf Akten des kurhessischen Haus- und Staatsarchivs in Kassel beschäftigte er sich vor allem mit der Reformationsgeschichte. Er veröffentlichte 1847 Eine Geschichte der hessischen Generalsynoden von 1568 bis 1582 und ließ zwei Jahre später eine Schrift über Die Einführung der Verbesserungspunkte in Hessen von 1604 bis 1610 folgen. Vor allem die letztgenannte Schrift sollte wegweisend für Heppes weiteren Werdegang sein; denn hierin ordnete er die hessische Kirche erstmals dem reformierten Kirchenkreis zu, den er auf Philipp Melanchthon zurückführte. Er hob als Charakteristika dieser „deutsch-reformierten“ Kirchengemeinschaft die absolute Autorität der Heiligen Schrift, ihre Prädestinationslehre und ihre Sakramentenlehre hervor, die sich an Melanchthon und Johannes Calvin anlehnte. Heppe vertiefte seine Anschauungen 1850 in einer Abhandlung Über den Charakter der deutsch-reformierten Kirche und das Verhältnis derselben zum Lutherthum und zum Calvinismus und verfolgte seine Thesen in einer Reihe weiterer Publikationen wie der vierbändigen Geschichte des deutschen Protestantismus in den Jahren 1555 bis 1581 (1853–1859).
1849 gab Heppe seine Pfarrstelle auf, habilitierte sich in Marburg und wurde Privatdozent. 1850 wurde er zum a. o. Professor ernannt und 1852 zum Ehrendoktor der Theologie promoviert. In Marburg orientierte sich Heppe zunächst an dem Theologen und Gymnasialdirektor August Vilmar, mit dem er sich einig war, dass das geistliche Amt die göttliche Weltordnung vor Umsturz zu bewahren habe.

### Konflikt mit August Vilmar
Vilmar vertrat aber nicht nur eine dezidiert lutherische Lehre, sondern bezeichnete die hessische Kirche auch als eine „pseudo-reformierte“. Heppe entwickelte sich seit 1852 zum publizistischen Gegenspieler Vilmars, indem er den reformierten Charakter der hessischen Kirche verteidigte. Er betonte deren „melanchthonischen“ Charakter und versuchte in mehreren Veröffentlichungen zu belegen, dass die deutsch-reformierte Kirche aus der altevangelischen Gemeinschaft der evangelischen Stände Deutschlands entstanden war, als sich nach dem Naumburger Fürstentag (1561) die Gnesiolutheraner abzuspalten begannen. Er warf Vilmar vor, die reformierte Kirche Kurhessens durch unevangelische Tendenzen zu gefährden. Die Reaktionen auf Heppes Argumentation waren so geteilt wie die hessische Landeskirche. Während Vilmar auf lange Sicht die konfessionell gebundene Theologie erneuerte, bereitete Heppe dem Liberalismus an der Marburger theologischen Fakultät den Weg.
Mit seinem energischen Auftreten machte Heppe sich Vilmar aber auch zum persönlichen Feind. Als vortragender Rat im hessischen Innenministerium verhinderte dieser Heppes Ernennung zum ordentlichen Professor, die von der Theologischen Fakultät und dem akademischen Senat in Marburg wiederholt beantragten worden war. Als Vilmar 1855 ebenfalls eine Professur an der Marburger Universität erhielt, setzte er seine literarische Fehde mit Heppe fort. Auch Heppes Berufung zum Professor der Dogmatik helvetischer Konfession an die Theologische Fakultät in Wien wurde 1861 hintertrieben. Erst 1864 wurde Heppe zum Ordinarius ernannt.

### Weitere Arbeiten
Heppe engagierte sich auch in praktischen Fragen der Landeskirche. 1854 diskutierte er auf dem Frankfurter Kirchentag und bemühte sich um eine presbyterial-synodale Organisation der Kirche. 1864 gehörte er zu den Mitbegründern des hessischen Diakonissenhauses in Treysa.
Heppe war ein ausgesprochen produktiver Autor. Neben seinen kirchengeschichtlichen Schriften veröffentlichte er Schriften zur Dogmatik, in denen er sich an Friedrich Schleiermacher orientierte, und ein populäres Gebetbüchlein. Er verfasste eine mehrbändige Geschichte des Volksschulwesens, arbeitete zur Lokalgeschichte und schrieb über die Geschichte der Mystik und des Pietismus. Seine letzten Lebensjahre widmete er der Überarbeitung der Geschichte der Hexenprozesse seines Schwiegervaters Wilhelm Gottlieb Soldan. Er verschärfte dabei die konfessionspolitischen Aussagen und fügte ein Kapitel über die Hexerei und Hexenverfolgung im 19. Jahrhundert hinzu. Wo sich Soldan mit Angaben zu der Zahl der Opfer stets zurückgehalten hatte, schätzte Heppe die Zahl großzügig nach Millionen und wurde damit zu einem einflussreichen Fürsprecher der populären „Neun-Millionen-Theorie“. Er polemisierte dabei im Kontext des Kulturkampfes nicht zuletzt gegen das auf dem Ersten Vatikanischen Konzil 1870 verfügte Unfehlbarkeitsdogma der römisch-katholischen Kirche. Eine fortschreitende Speiseröhrenkrebserkrankung zwang ihn 1879, seine Vorlesungen aufzugeben.

## Schriften
- Dissertatio inauguralis de loco Evang. Luc. XVI. 1–9. Univ., Phil. Diss.--Marburg, 1844., Marburgi 1844.
- De coena domini. Dissertatio inauguralis theologica., Marburgi Cattorum 1845.
- Thatsachen aus der kurhessischen Kirchengeschichte, oder einige Worte über die unlängst erschienene Schrift des Herrn Pfarrer Vilmar zu Rotenburg, „die Kurhessische Kirche“ betitelt. Krieger, Kassel 1844.
- Geschichte der hessischen Generalsynoden von 1568-1582. 1. Auflage. Fischer, Kassel 1847.
- Historische Untersuchungen über den Kasseler Katechismus v. J. 1539 nach seiner Entstehung und kirchlichen Bedeutung. Luckhardt, Kassel 1847.
- Die Einführung der Verbeßerungspunkte in Hessen von 1604–1610 und die Entstehung der hessischen Kirchenordnung von 1657 als Beitrag zur Geschichte der deutsch-reformirten Kirche. Krieger; Döll und Schäffer, Kassel 1849.
- Beiträge zur Geschichte und Statistik des hessischen Schulwesens im 17. Jahrhundert. Bohné, Kassel 1850.
- Das rechtliche Verhältnis der Universität zu Marburg zur evangelischen Kirche Hessens. Selbstverl., Marburg 1850.
- Die Restauration des Katholizismus in Fulda, auf dem Eichsfelde und in Würzburg. Elwert, Marburg 1850.
- Geschichte des deutschen Protestantismus in den Jahren 1555–1581. Elwert, Marburg 1852–1859.
- Sendschreiben an die hochwürdigen Herren Dr. Thomasius, Dr. Hofmann und Dr. Schmid, den Bekenntnißstand der reformirten Kirche in Kurhessen betreffend. Ferber, Gießen 1855.
- Die confessionelle Entwicklung der hessischen Kirche oder Das gute Recht der reformirten Kirche in Kurhessen. Völcker, Frankfurt a. M. 1853.
- Reliquiae interpretationis evangeliorum Germanicae. Elwert, Marburg 1853.
- Die confessionelle Entwicklung der altprotestantischen Kirche Deutschlands, die altprotestantische Union und die gegenwärtige confessionale Lage und Aufgabe des deutschen Protestantismus. Elwert, Marburg 1854.
- Denkschrift über die confessionellen Wirren in der evangelischen Kirche Kurhessens. Fischer, Cassel 1854.
- Die Kirchengewalt der Kurfürsten von Hessen. Aus der hessischen Kirchenordnung vom 21. October 1566 erwiesen ; zur Widerlegung der unlängst erschienenen Schrift: „Die Superintendenten in der ersten Kammer der Landstände in Kurhessen. Kassel 1856“ Leske, Darmstadt 1856.
- Einige Worte zur Beurtheilung der von dem Herrn Pfarrer Ruckert zu Kassel veröffentlichten Schrift: Beiträge zur Geschichte der am 20. Oktober 1852 zu Ziegenhain gehaltenen Diöcesansynode. Leske, Darmstadt 1856.
- Der Text der Bergischen Concordienformel, verglichen mit dem Text der schwäbischen Concordie, der schwäbisch-sächsischen Concordie und der Torgauer Buches. Koch, Marburg 1857.
- Dogmatik des deutschen Protestantismus im sechzehnten Jahrhundert. Perthes, Gotha 1857.
- Geschichte der lutherischen Concordienformel und Concordie. Elwert’sche Universitäts-Buchhandlung, Marburg 1857.
- Geschichte des deutschen Volksschulwesens. Bd. 1–5, Gotha 1858–1860 (Nachdruck Hildesheim ; New York : Olms, 1971).
- Der kirchliche Verkehr Englands mit dem evangelischen Deutschland im 16. Jahrhundert. Ein Beitrag zur Geschichte des evangelischen Bundes. Koch; William & Norgate, London 1859.
- Halte, was Du hast, damit Niemand Deine Krone nehme! Ein Mahnruf der Kirchenältesten der evangelisch-reformirten Brüder-Gemeinde zu Kassel an ihre Mitältesten in der reformirten Kirche ; nebst einem gutachtlichen Responsum. 2. Auflage. Luckhardt, Kassel 1859.
- Ursprung und Geschichte der Bezeichnungen „reformierte“ und „lutherische“ Kirche. Gotha 1859.
- Schriften zur reformirten Theologie. Friderichs, Elberfeld 1860.
- Das Schulwesen des Mittelalters und dessen Reform im sechszehnten Jahrhundert. Mit einem Abdruck von Bugenhagens Schulordnung der Stadt Lübeck. Elwert, Marburg 1860 (Nachdruck Paderborn : Europäischer Geschichtsverlag, 2011).
- Philipp Melanchthon, der Lehrer Deutschlands. Ein Lebensbild dem deutschen Volke dargestellt. Koch, Marburg 1860.
- Die Dogmatik der evangelisch-reformierten Kirche. Friderichs, Elberfeld 1861 (Neuausgabe, durchgesehen und hrsg. von Ernst Bizer, Neukirchen : Neukirchener Verlag, 1958).
- Theodor Beza. Leben und ausgewählte Schriften. Friderichs, Elberfeld 1861.
- Entstehung, Kämpfe und Untergang evangelischer Gemeinden in Deutschland urkundlich dargestellt. H. I: Hammelburg und Fulda Niedner, Wiesbaden 1862 (auch unter dem Titel: Das evangelische Hammelburg und dessen Untergang durch das Papsthum urkundlich dargestellt)
- Die Bedeutung des Heidelberger Katechismus in der Geschichte des Reiches Gottes auf Erden. Krieger, Cassel 1863.
- Zwei Predigten über das evangelische Diaconissenamt. Verl. des Evang. Diaconissenhauses, Treysa bei Ziegenhain 1865.
- Denkschrift über den Untergang des kurhessischen Staats. Ehrhardt; Pfeil, Marburg 1866.
- Zur Geschichte der Evangelischen Kirche Rheinlands und Westphalens. Bd. 1: Geschichte der evangelischen Kirche von Cleve-Mark und der Provinz Westphalen. Bädeker, Iserlohn 1867 (Digitalisat)
- Die Presbyteriale Synodalverfassung der evangelischen Kirche in Norddeutschland. Nach ihrer historischen Entwicklung und evangelisch-kirchlichen Bedeutung beleuchtet. Bädeker, Iserlohn 1868.
- Die Verfassung der evangelischen Kirche im ehemaligen Kurhessen in ihrer historischen Entwicklung. Ehrhardt, Marburg 1869.
- Zur Geschichte der Evangelischen Kirche Rheinlands und Westphalens. Bd. 2: Geschichte der Evangelischen Gemeinden der Grafschaft Mark und der benachbarten Gemeinden von Dortmund, Soest, Lippstadt, Essen etc. Bädeker, Iserlohn 1870 (Digitalisat)
- Katholicismus u. Protestantismus im Hinblick auf die Vaticanischen Concilbeschlüsse betrachtet. Bremen 1871.
- Das Schulaufsichtsrecht des Staates. Eine Forderung der geschichtl. Entwicklung des deutschen Volksschulwesens. Marburg 1872.
- Geschichte der theologischen Facultät zu Marburg. Marburg 1873.
- Geschichte der quietistischen Mystik in der katholischen Kirche. Hertz, Berlin 1875 (Nachdruck Hildesheim ; New York : Olms, 1978).
- Kirchengeschichte beider Hessen. Sipmann, Marburg 1876.
- Der Konvent evangelischer Reichsstände zu Naumburg im Mai 1554 und die Bedeutung desselben für den deutschen Protestantismus. Friedrich, Marburg 1877.
- Denkschrift. Die amtliche Bedeutung der Doctorwürde in der Theologischen Facultät zu Marburg betreffend. Marburg 1877.
- Geschichte des Pietismus und der Mystik in der reformirten Kirche, namentlich der Niederlande. Brill, Leiden 1879 (Neuausgabe 2012).
- Christliche Ethik. Hrsg. v.  Albert Kuhnert. Elberfeld 1882.
- System der Pädagogik. Hrsg. v. H. Wiegand. Manz & Lange, Hannover-Linden 1892.

## Herausgeber
- Die fünfzehn Marburger Artikel vom 3. Oktober 1529. Nach dem wieder aufgefundenen Autographon der Reformatoren als Faksimile veröffentlicht und nach ihrer historischen Bedeutung bevorwortet. Fischer, Kassel 1847.
- Gebetbüchlein zur täglichen Uebung der Andacht im christlichen Hause. Elwert, Marburg 1853 (Digitalisat).
- Die Bekenntnisschriften der altprotestantischen Kirche Deutschlands. Fischer, Cassel 1855.
- Confessio fidei Augustana a. 1530 imperatori Carolo V. exhibita, postea a. 1540 recognita et aucta., Casselis Catt. 1855
- Soldan's Geschichte der Hexenprozesse. Cotta, Stuttgart 1880.